# Anthurium pichindense
Anthurium pichindense är en kallaväxtart som beskrevs av Thomas Bernard Croat. Anthurium pichindense ingår i släktet Anthurium och familjen kallaväxter. Inga underarter finns listade.